# سندس في عالم قندس (فلم)
سندس في عالم قندس (بالإنجليزية: Hoppers) هو فيلم رسوم متحركة أمريكي قادم ينتمي إلى نوع الخيال العلمي الكوميدي، من إنتاج استوديوهات بيكسار للرسوم المتحركة لصالح والت ديزني بيكتشرز. الفيلم من تأليف وإخراج دانيال تشونغ، وبطولة بايبر كوردا، بوبي موينيهان، وجون هام. تدور قصة الفيلم حول فتاة تُدعى مايبل، يُنقل عقلها إلى قندس آلي لتمكينها من التواصل مع الحيوانات.
بدأ تشونغ العمل على فيلمه الأصلي الجديد داخل بيكسار في ديسمبر 2020 وأُعلن رسميًا عن المشروع بعنوان "هوبرز" في أغسطس 2024، مع الكشف عن كوردا، موينيهان وهام كأعضاء في طاقم الأداء الصوتي.
من المقرر طرح الفيلم في دور العرض في الولايات المتحدة بتاريخ 6 مارس 2026.